# Kadikkād
Kadikkād är en ort i Indien.   Den ligger i distriktet Thrissur District och delstaten Kerala, i den södra delen av landet, 2 000 km söder om huvudstaden New Delhi. Kadikkād ligger 4 meter över havet och antalet invånare är 16 815.
Terrängen runt Kadikkād är mycket platt. Havet är nära Kadikkād åt sydväst. Runt Kadikkād är det tätbefolkat, med 849 invånare per kvadratkilometer. Närmaste större samhälle är Kunnamkulam, 10,2 km öster om Kadikkād. I omgivningarna runt Kadikkād växer huvudsakligen savannskog.